# Central eléctrica Yunus Emre
La central eléctrica  Yunus Emre es una central eléctrica de carbón en Turquía en la provincia de Eskişehir. A 2023 está parcialmente operativa.

## Descripción
La central eléctrica era originalmente propiedad de Adularya Energy, una de las empresas del holding Naksan.: 68  En 2009 se realizó una evaluación de impacto ambiental. Adularya contrató a los constructores en 2010 y la construcción comenzó en 2011.
La central eléctrica fue financiada por el Banco Checo de Exportación,: 59  que prestó 433 millones de euros sin intereses, con garantía de exportación de la Corporación de Garantía y Seguro de Exportaciones. Después del intento de golpe de Estado de Turquía de 2016, Naksan Holding fue confiscado por supuestamente ayudar a financiar el intento. El Fondo de Seguro de Depósitos de Ahorro hizo varios intentos de reprivatizar la central eléctrica y finalmente la vendió a Doruk (parte de Yıldızlar SSS Holding).ref>«Boom and Bust Coal 2023» (en inglés). Global Energy Monitor. 5 de abril de 2023.</ref>: 17 
Todo el lignito se extrae localmente y luego se lava. Las 2 unidades de 145 MW cada una son de lecho fluidizado con precipitadores electrostáticos para controlar las emisiones de polvo. La planta se construyó con tecnología de desulfuración (Andritz Dry FGD (Turbo-CDS) que cumplió con el estándar de la UE en 2014): 64  pero sin controles de las emisiones de óxidos de nitrógeno. No se generó electricidad en 2019.: 39  Cada año se pueden quemar dos millones de toneladas de lignito y la eficiencia de generación neta se estimó en un 35%. El contratista de ingeniería, adquisiciones y construcción fue la empresa checa Vitkovice Power Engineering.: 59  ABB suministró el equipo eléctrico y de control. Se construyó un estanque de cenizas. Aunque el objetivo neto cero de Turquía es el año 2053, la central eléctrica tiene licencia hasta 2054.